# HC Tempo Staňkov
HC Tempo Staňkov (celým názvem: Hockey Club Tempo Staňkov) je český klub ledního hokeje, který sídlí ve městě Staňkov v Plzeňském kraji. Založen byl v roce 2000 pod názvem HC Sokol Staňkov. Svůj současný název nese od roku 2007. Od sezóny 2017/18 působí v Plzeňské krajské soutěži – sk. B, šesté české nejvyšší soutěži ledního hokeje. Klubové barvy jsou světle modrá a bílá.
Své domácí zápasy odehrává v Domažlicích na tamějším zimním stadionu.

## Historické názvy
Zdroj:
- 2000 – HC Sokol Staňkov (Hockey Club Sokol Staňkov)
- 2007 – HC Tempo Staňkov (Hockey Club Tempo Staňkov)

## Přehled ligové účasti
Stručný přehled
Zdroj:
- 2012–2013: Plzeňská krajská soutěž – sk. C (7. ligová úroveň v České republice)
- 2013–2016: Plzeňská krajská soutěž – sk. D (8. ligová úroveň v České republice)
- 2016–2017: Plzeňská krajská soutěž – sk. C (7. ligová úroveň v České republice)
- 2017– : Plzeňská krajská soutěž – sk. B (6. ligová úroveň v České republice)

Jednotlivé ročníky
Zdroj:
Legenda: ZČ - základní část, červené podbarvení - sestup, zelené podbarvení - postup, fialové podbarvení - reorganizace, změna skupiny či soutěže
| Česko (2012 – ) |                                 |           |          |                                       |              |
| Sezóny          | Soutěž                          | Úroveň    | ZČ       | Play-off, nadstavba, sk. o udržení... | Poznámky     |
| 2012/13         | Plzeňská krajská soutěž – sk. C | 7. úroveň | 9. místo | Skupina o udržení (2. místo)          | Sestup       |
| 2013/14         | Plzeňská krajská soutěž – sk. D | 8. úroveň | 5. místo | Čtvrtfinále                           |              |
| 2014/15         | Plzeňská krajská soutěž – sk. D | 8. úroveň | 2. místo | Finále                                |              |
| 2015/16         | Plzeňská krajská soutěž – sk. D | 8. úroveň | 5. místo | Finálová skupina (1. místo)           | Reorganizace |
| 2016/17         | Plzeňská krajská soutěž – sk. C | 7. úroveň | 1. místo |                                       | Postup       |
| 2017/18         | Plzeňská krajská soutěž – sk. B | 6. úroveň | 6. místo |                                       |              |
| 2018/19         | Plzeňská krajská soutěž – sk. B | 6. úroveň |          |                                       |              |